# Please Tell Rosie
Please Tell Rosie ist ein Lied des deutschen DJs Alle Farben, das in Zusammenarbeit mit dem deutschen DJ- und Produzentenduo Younotus entstand und am 22. April 2016 zunächst als Single und am 3. Juni 2016 als Teil des Alle-Farben-Albums Music Is My Best Friend veröffentlicht wurde.
Bei seiner Veröffentlichung im April 2016 stieg Please Tell Rosie auf Platz 99 der deutschen Singlecharts ein und erreichte Platz 3 als Höchstplatzierung.

## Hintergrund
Die Veröffentlichung von Please Tell Rosie am 22. April 2016 galt als Wegbereiter für das neue Album Music Is My Best Friend und sollte Fans als auch sonstige Hörer auf dieses „einstimmen“. Zudem transportiere es nach Alle Farben auch eine persönliche Botschaft:

„Der Song erzählt ein Stück von meinem Leben. Es geht eigentlich um mich und darum, dass ich immer unterwegs bin, weil ich mich täglich für meine Liebe zur Musik entscheide.“

Please Tell Rosie übernimmt im Refrain teilweise die Melodie aus dem Lied Sitting Down Here von Lene Marlin aus dem Jahr 1999, allerdings unterscheidet sich der Rhythmus sowie die Notenfolge gegen Ende des Refrains.